# Stickmaskin

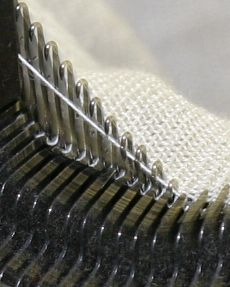
Detalj av stickmaskin

En stickmaskin utför stickning. De första stickmaskinerna gjordes i England och var så kallade rundstickningsmaskiner. Med dem kunde man sticka sockor.
Dagens stickmaskiner är raka. En vanlig stickmaskin stickar alltid slätstickning. För att kunna sticka resår måste man sätta till en resårtillsats. När man då använder bägge stickmaskinsbäddarna tillsammans kan man skapa både aviga och räta maskor. Det finns elektroniska stickmaskiner som kan göra mönster över hela bäddens 200 nålar. De som säljs idag måste man koppla ihop med dator eftersom hela mönsterdelen finns i ett dataprogram.
En billigare variant av stickmaskin är hålkortsmaskinen. Med den kan man sticka mönster med hjälp av hålkort. Man är då begränsad till hålkortets bredd när man gör mönster. Vanligtvis är hålkorten på 24 maskor. Stickbeskrivningar till de elektroniska maskinerna kan man göra med datorprogrammet Designa Knit. Där kan man följa stickningen på skärmen och se uttag och intag av maskor. För hålkortsmaskinerna kan man nöja sig med lite enklare program för att göra stickbeskrivningar.
Det finns också stickmaskiner som inte alls gör mönster. Med dessa får man göra mönster manuellt.

## Historia

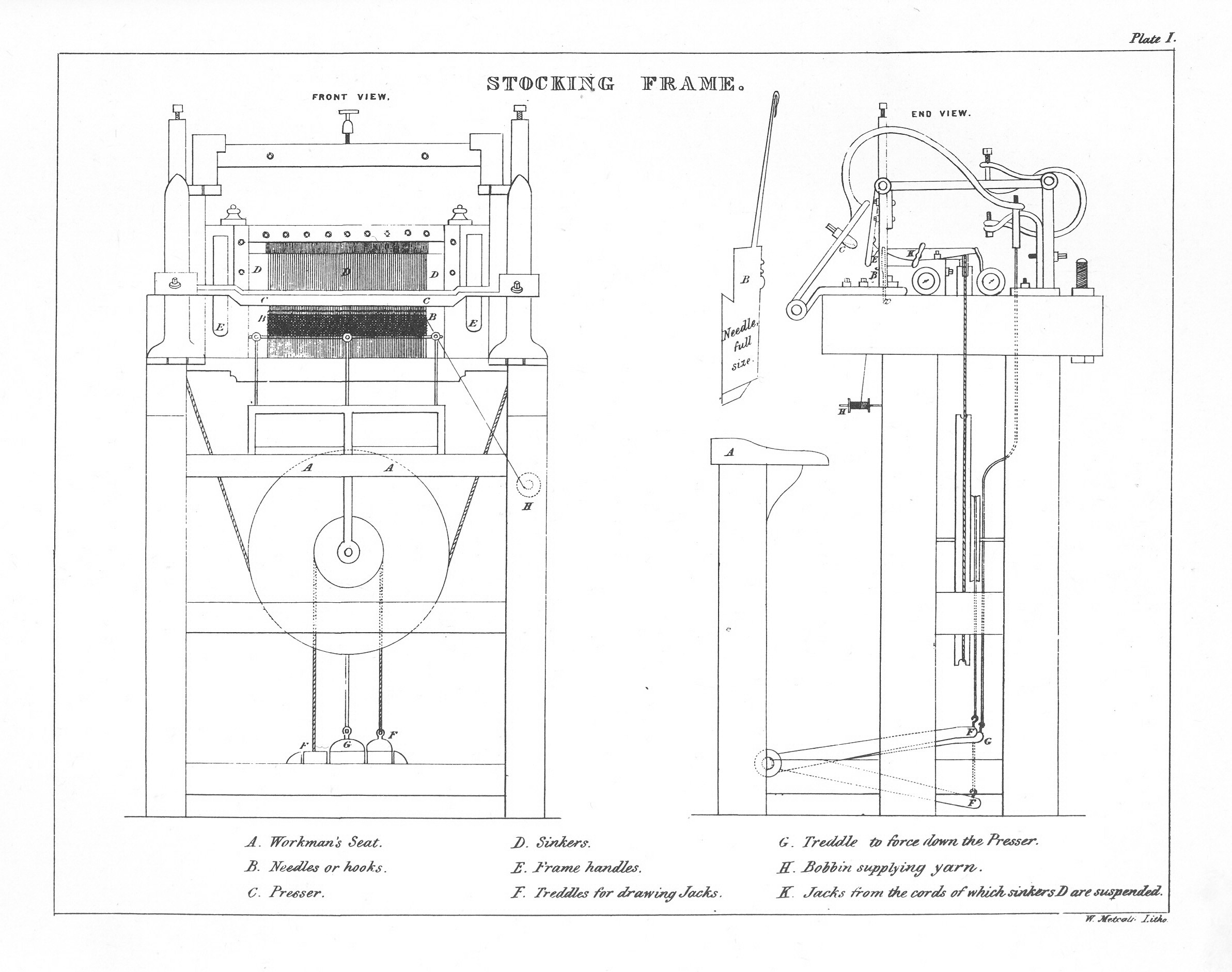
Teknisk ritning av William Lees stickmaskin.

Den första stickmaskinen uppfanns av engelsmannen William Lee år 1589. De första maskinerna var till utseendet lika äldre vävstolar och användandet var begränsat till strumpstickning. Det hände inte så mycket med grundprincipen på flera hundra år, och vissa likheter går att spåra till moderna maskiner.

### Stickmaskinen till Sverige
De tre första stickmaskinerna kom till Sverige år 1723, de importerades av Jonas Alströmer för Alingsås manufakturverk. Många förbättringar utfördes senare av Christoffer Polhem för att öka maskinernas kapacitet.
Vid slutet av 1800-talet spreds stickmaskinerna till svenska hemmen, och till stor del landsbygden. Detta gjorde så att hemindustrier blev fler ute i mindre samhällen. Maskinstickningen blev en viktig inkomstkälla för många kvinnor under sena 1800-talet och första delen av 1900-talet.

## Moderna stickmaskinen

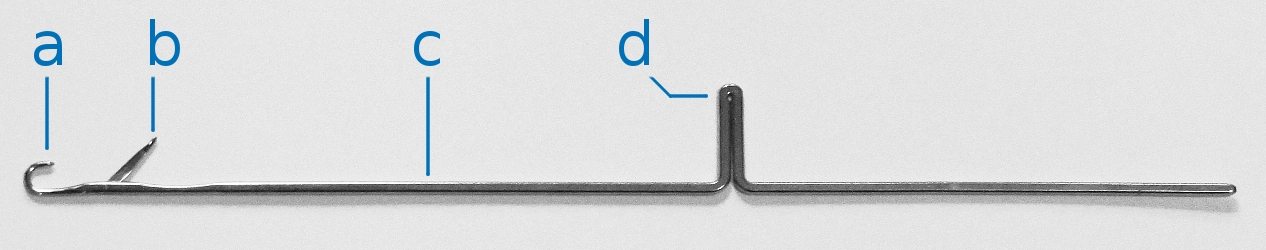
En Tungnål. a. Nålkrok, b. Nåltunga, c. Nålskaft, d. Nålklack.

Den moderna stickmaskinen kan man kalla den typ som använder så kallade tungnålar. Den första av maskinen med den moderna metoden uppfanns av Matthew Townsend år 1858. Samma design används än idag på nästan alla hemstickmaskiner och även många industrimaskiner.

## Jämförelse med handstickning
Den största kvalitetsskillnaden mellan maskinstickat och handstickat är att man får ett jämnare resultat med maskin, detta märks tydligast vid större ytor av slätstickning. Vissa mönster som tuckstickning är mycket lättare att utföra med hjälp av maskin. I regel alla mönster går att skapa med maskin, många kräver dock manuellt arbete, men det är ändå en snabbare process än handstickning. Maskinstickning sparar en betydande mängd tid, men har en lång inlärningskurva.